# 派手〜ずナイト
派手〜ずナイト（はで～ずナイト）は、1984年11月3日から1985年12月28日まで、土曜日の23:45 - 翌日曜日の0:45（土曜日深夜）に、北海道テレビ放送（HTB）で放送されていた、深夜バラエティ番組。司会は高田純次。

## 概要
現在『水曜どうでしょう』など多くの深夜番組を制作しているHTBの初の深夜番組であった。司会の高田純次を初め、泉谷しげる、景山民夫、井筒和幸、栗田貫一、高田文夫ら多くの著名人が出演しており、北海道・HTBのスタジオから生放送していた。
「テレビの前でパンツ見せたら海外旅行をプレゼント」、「ラブホテルにアポなしで電話をかけ、客に様々なことを聞く」など、過激な内容もあり、視聴者からクレームが寄せられたという。北海道にとんでもない番組があるという噂が、東京に伝わり、当時のスターたちもノーギャラにもかかわらずゲストで出演していた。
アシスタントの古村比呂はこの番組で景山と知り合ったことをきっかけに上京し、女優として全国に知られるようになった。チーフディレクターの林亮一はその後「週刊Nanだ!Canだ!」「ドラバラ鈴井の巣」「おにぎりあたためますか」などのプロデューサーを務め、HTBの編成局長や取締役を歴任した。

## 主な出演者
- 高田純次（司会）
- 泉谷しげる
- 景山民夫
- 井筒和幸
- 栗田貫一
- 高田文夫
- 三遊亭小遊三
- 古村比呂（アシスタント）[10]
- 中村京子
- アントニオ猪木（ゲスト出演）

## スタッフ
- 構成:源高志[10]
- チーフディレクター:林亮一[9][11]